# Tábor
Tábor es una ciudad de la República Checa, en la región de Bohemia Meridional, situada sobre una colina aislada a orillas del río Lužnice, a 90 km al sur de Praga. Cabecera del distrito homónimo, con 35.096 habitantes, según censo del 1 de enero de 2012. Es la segunda ciudad más poblada de la región, después de su capital, České Budějovice. Famosa por su relevante papel en las guerras husitas, la ciudad conserva un importante patrimonio histórico.

## Historia
Aunque en la colina existía anteriormente un castillo de la época premýslida, la ciudad fue fundada en 1420 por un grupo del ala más radical de los husitas, que le dieron el nombre bíblico de "Tábor", el monte donde, según los Evangelios, tuvo lugar la Transfiguración de Jesús. Los miembros de esa ala radical serían pronto conocidos como taboritas y la palabra tábor ha pasado a significar en checo 'campamento'.
Los husitas radicales establecieron en Tábor una sociedad comunitaria en la que no existía la propiedad privada y se rechazaba cualquier jerarquía religiosa. El experimento igualitario duró sólo un año, pues en 1421 una facción husita moderada arrasó el feudo de los taboritas.
Tras la derrota definitiva de los husitas, el rey Segismundo de Luxemburgo otorgó a Tábor una carta real en 1437; pero la pacificación no fue definitiva y en 1452 el entonces regente Jorge de Podiebrad tuvo que sofocar un nuevo levantamiento. La ciudad sería reconstruida en el siglo XVI.
La epopeya de los husitas de Tábor es la referencia del poema sinfónico homónimo de Bedřich Smetana, quinto de los que componen su ciclo Má vlast (Mi patria).

## Lugares de interés
El centro de la ciudad antigua lo ocupa la Žižkovo námesti (Plaza de Zizka), que debe su nombre al principal caudillo militar husita, Jan Žižka, cuya estatua preside el espacio. En la plaza se encuentra la Kostel Proměnění Páně na hoře Tábor (Iglesia de la Transfiguración del Señor en el monte Tabor), construida entre 1440 y 1512 y objeto de una importante restauración a fines del siglo XIX. Junto a la iglesia se halla el Stará Radnice (Ayuntamiento viejo), que cuenta con una Sala del Concejo gótica y alberga en su interior un museo de la revolución husita. Desde el Ayuntamiento se accede a la porción visitable de un extenso laberinto de túneles subterráneos, construidos interconectando las bodegas o sótanos de las casas. Tanto en la plaza como en las estrechas calles adyacentes pueden observarse numerosas casas con las fachadas vistosamente ornamentadas, en estilo renacentista bohemio.
De las antiguas fortificaciones de la ciudad destacan en la actualidad la Bechyňská brána (Puerta de Bechyně), de estilo renacentista, y la torre cilíndrica del castillo de Kotnov, pequeña fortaleza del siglo XV.

## Galería

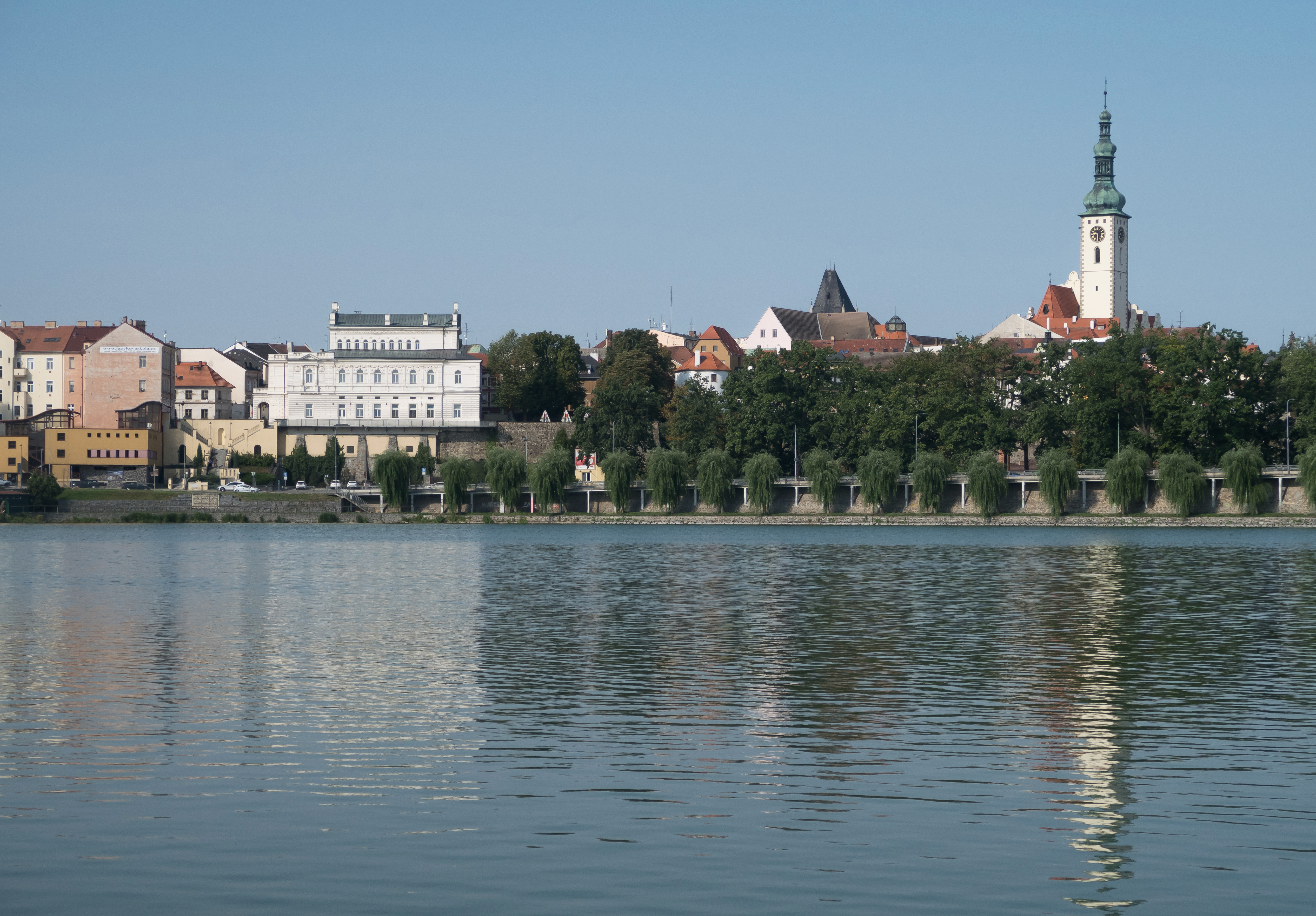
Vista de la ciudad con la Lužnice en primer plano
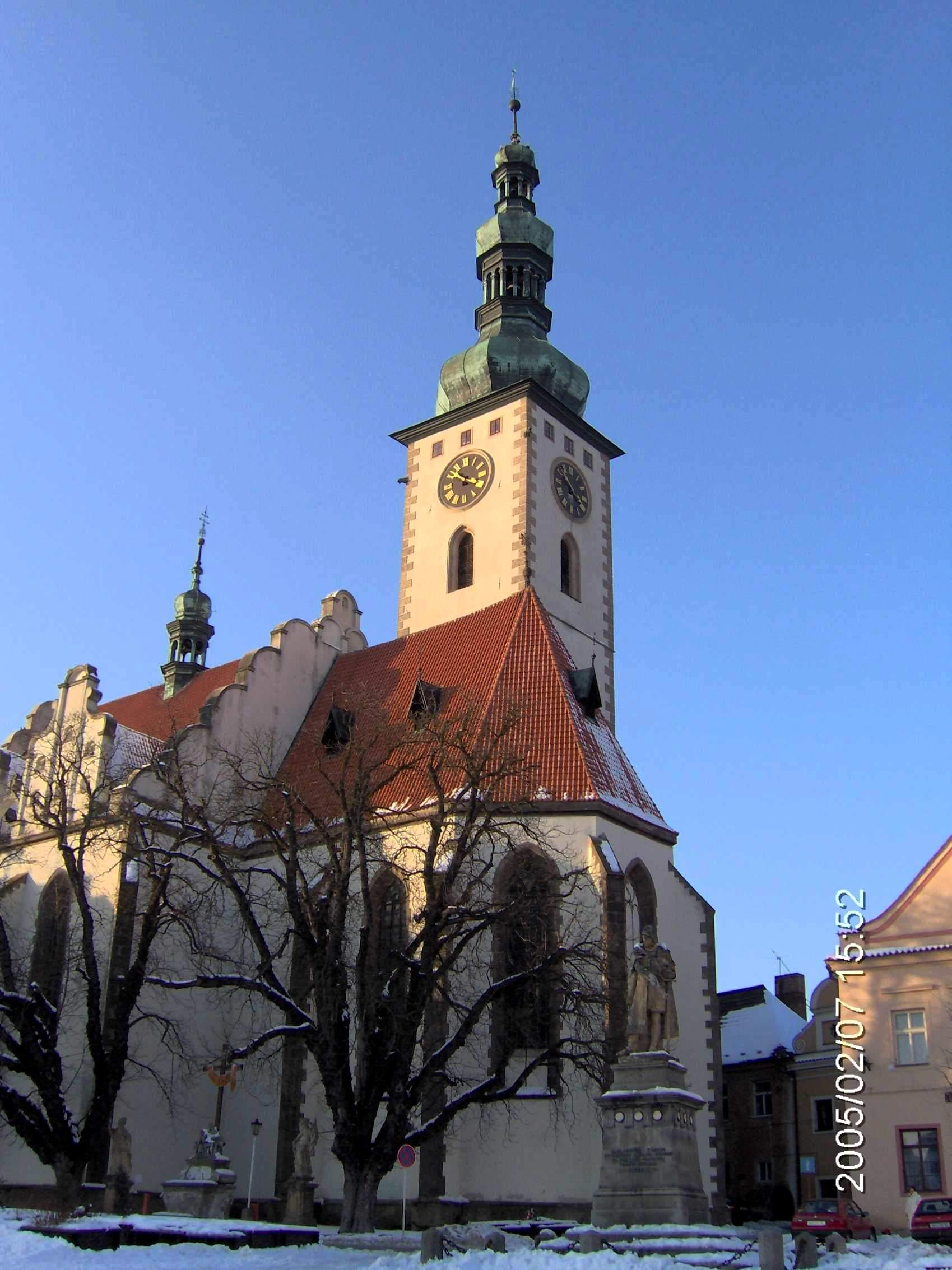
Iglesia de la Transfiguración
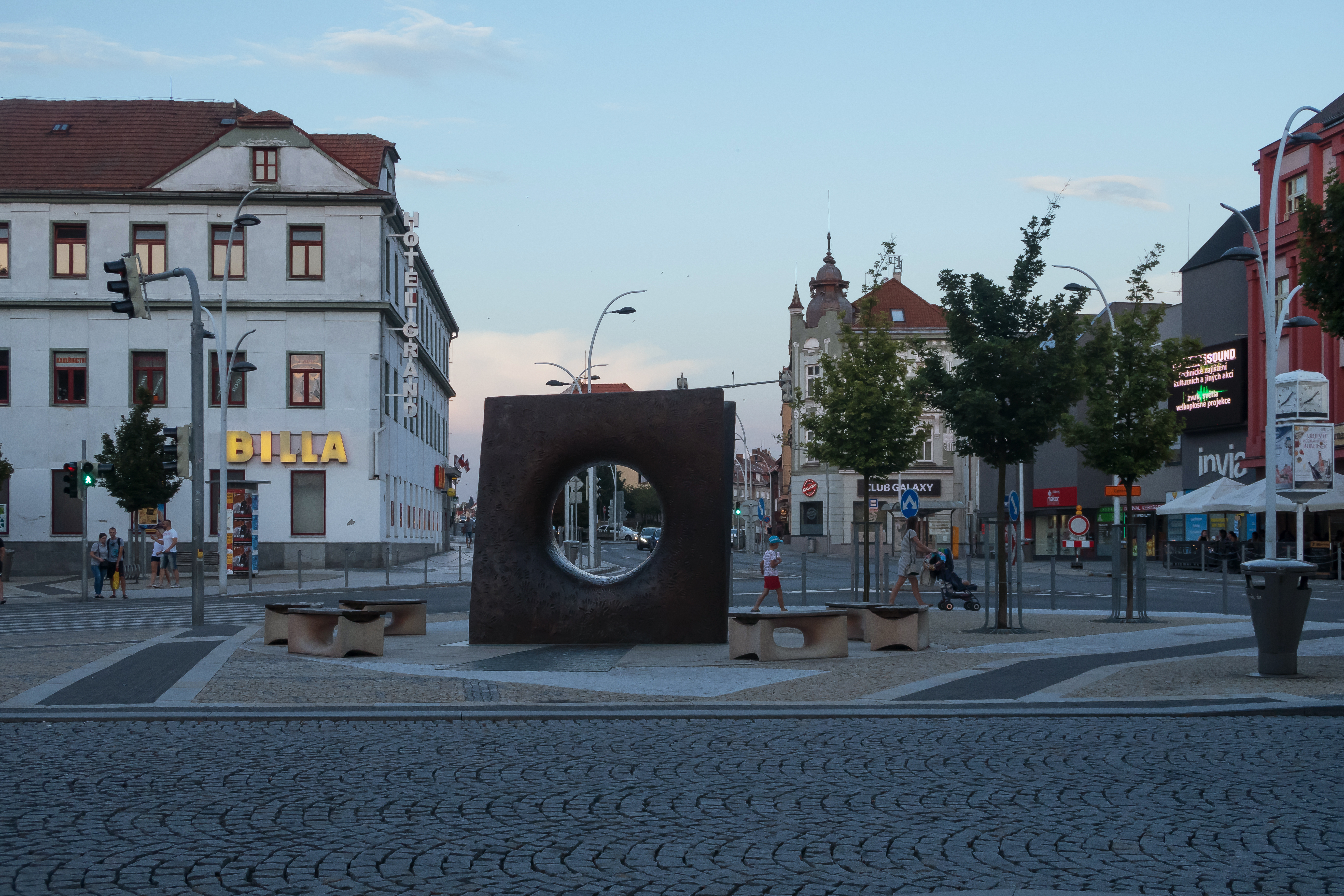
Escultura enfrente el Billa supermercado
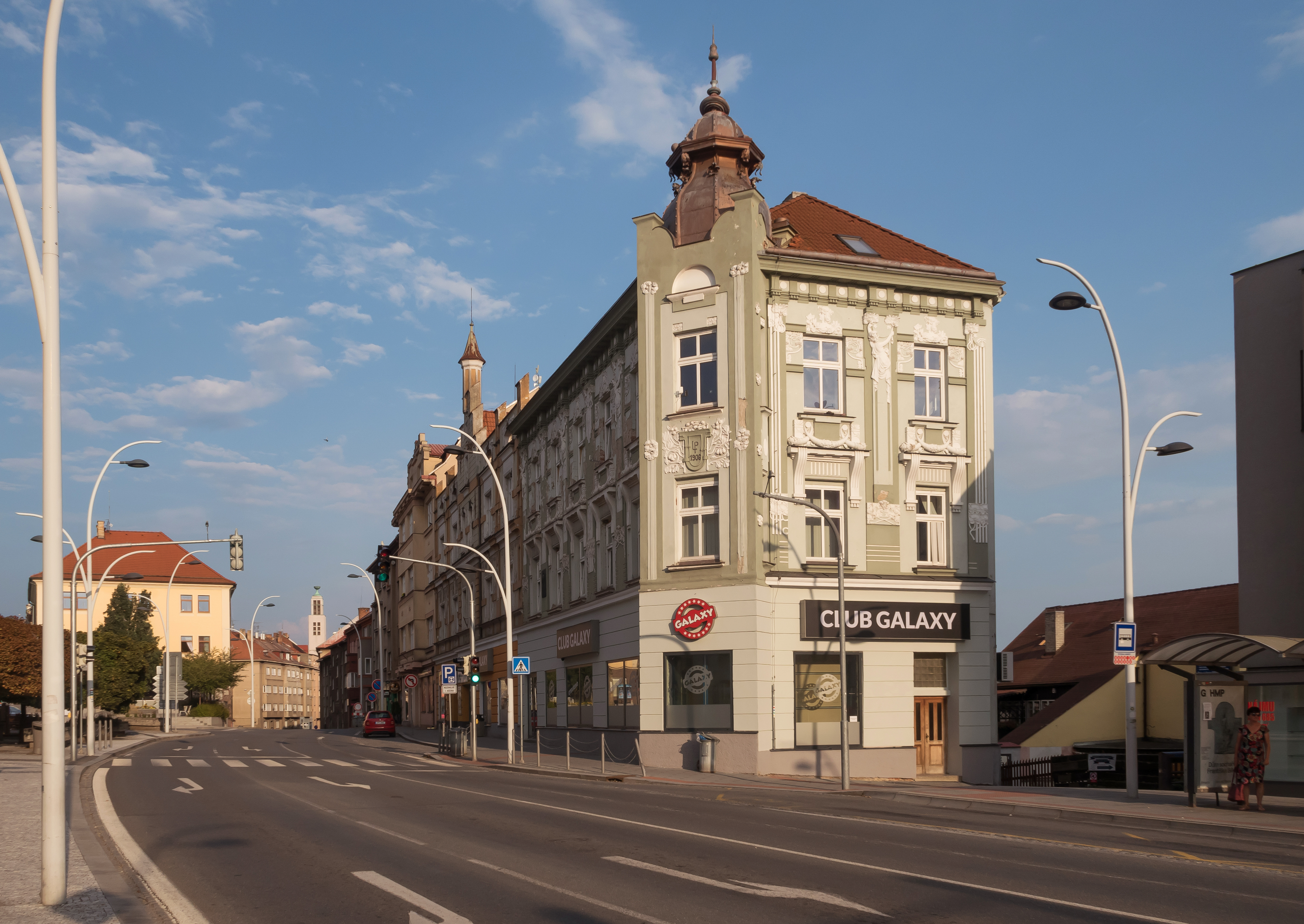
Vista de la calle: Budějovická (desde Billa supermercado)
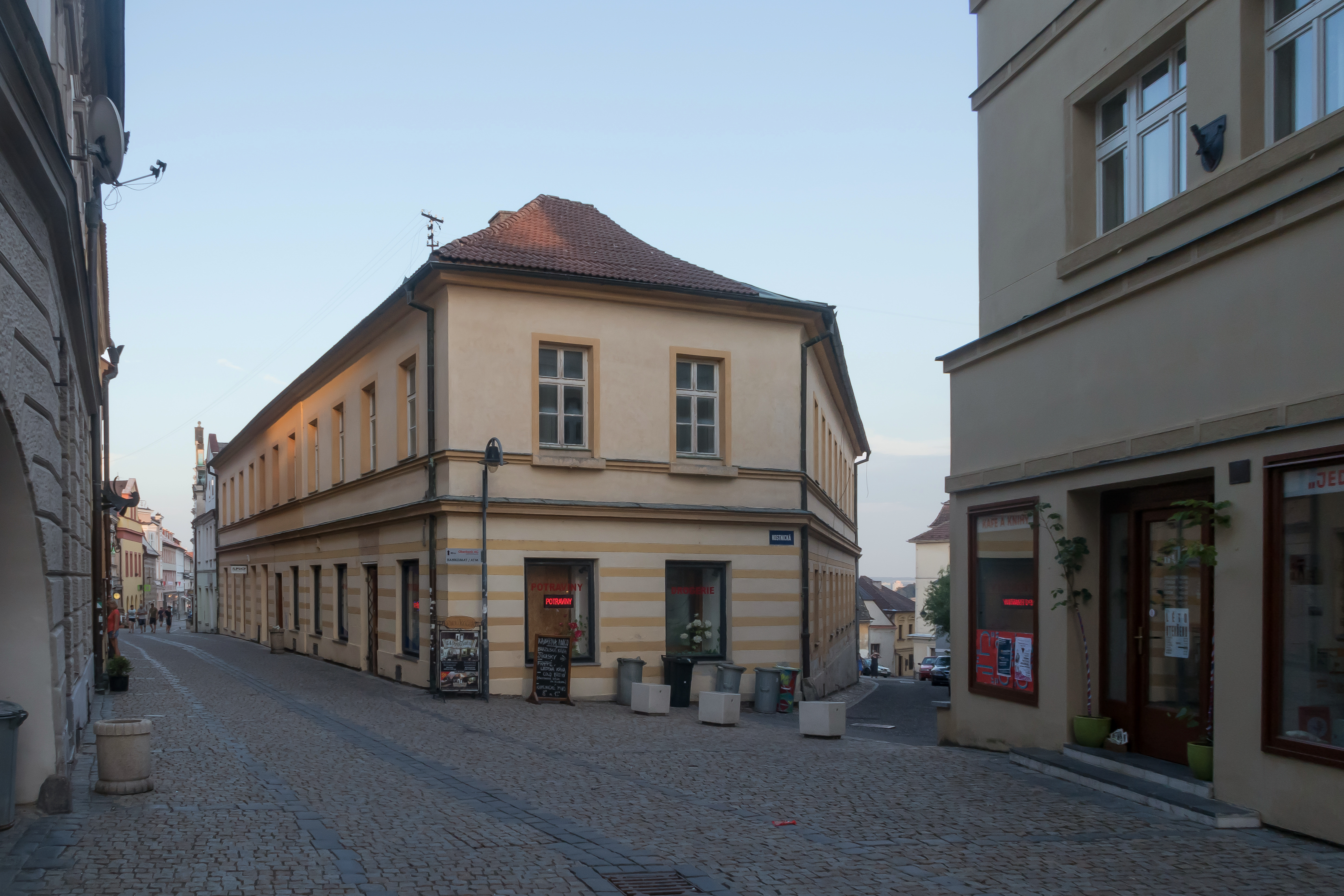
Vista de la calle: Palackého-Kostenickà

## Ciudades hermanas
- Wels, Austria
- Dole, Francia